# 코다마 하루카
코다마 하루카(일본어: 兒玉 遥, HARUKA KODAMA, 1996년 9월 19일 ~ )는 일본의 여성 아이돌 그룹 전 HKT48 팀H 및 전 AKB48 팀K의 멤버이다.

## 소속 그룹 / 소속사
- 전 HKT48 팀H 멤버 에이벡스 아스나로 컴퍼니 소속.
- 동경하는가수: 전 AKB48 팀A / 1기멤버: 마에다 아츠코 (앗짱)